# Torneo Roberto Gomes Pedrosa
El Torneo Roberto Gomes Pedrosa ("Torneio Roberto Gomes Pedrosa" o "Robertão"), también conocido como Taça de Prata, fue una competición nacional de fútbol disputada antes de la creación del Campeonato Brasileño y considerada su predecesora.
Cabe destacar que por decisión de la Confederación Brasileña de Fútbol los títulos entregados por el Torneo Roberto Gomes Pedrosa son de carácter oficial al igual que los de la actual Serie A. Las competiciones que otorgan el título de campeón brasileño son de hecho la Taça Brasil, el Torneo Roberto Gomes Pedrosa y la Serie A. La primera edición del torneo fue organizada por las federaciones carioca y paulista. En el  año 2010 hubo la unificación de los títulos de campeones aunque diferenciando las competiciones (organizadas por diferentes federaciones) con el nombre original en la lista oficial de ganadores emitida da la federación principal (CBF).

## Campeones
| Año  | Campeón    | Subcampeón    | Tercer lugar     | Cuarto lugar | Goleador                                     |
| ---- | ---------- | ------------- | ---------------- | ------------ | -------------------------------------------- |
| 1967 | Palmeiras  | Internacional | Corinthians      | Grêmio       | Ademar (Flamengo) César (Palmeiras) (15 c/u) |
| 1968 | Santos     | Internacional | Vasco da Gama    | Palmeiras    | Toninho (Santos) (18)                        |
| 1969 | Palmeiras  | Cruzeiro      | Corinthians      | Botafogo     | Edu (América - RJ) (14)                      |
| 1970 | Fluminense | Palmeiras     | Atlético Mineiro | Cruzeiro     | Tostão (Cruzeiro) (12)                       |

## Títulos por equipo
| Equipo           | Campeón        | Subcampeón     | Tercer lugar   | Cuarto lugar |
| ---------------- | -------------- | -------------- | -------------- | ------------ |
| Palmeiras        | 2 (1967, 1969) | 1 (1970)       | 0              | 1 (1968)     |
| Santos           | 1 (1968)       | 0              | 0              | 0            |
| Fluminense       | 1 (1970)       | 0              | 0              | 0            |
| Internacional    | 0              | 2 (1967, 1968) | 0              | 0            |
| Cruzeiro         | 0              | 1 (1969)       | 0              | 1 (1970)     |
| Corinthians      | 0              | 0              | 2 (1967, 1969) | 0            |
| Vasco da Gama    | 0              | 0              | 1 (1968)       | 0            |
| Atlético Mineiro | 0              | 0              | 1 (1970)       | 0            |
| Grêmio           | 0              | 0              | 0              | 1 (1967)     |
| Botafogo         | 0              | 0              | 0              | 1 (1969)     |

## Títulos por estado
| Estado             | Títulos | Subtítulos |
| ------------------ | ------- | ---------- |
| São Paulo          | 3       | 1          |
| Guanabara          | 1       | 0          |
| Río Grande del Sur | 0       | 2          |
| Minas Gerais       | 0       | 1          |